# Bufonia stapfii
Bufonia stapfii är en nejlikväxtart som beskrevs av Bornm. Bufonia stapfii ingår i släktet Bufonia och familjen nejlikväxter. Inga underarter finns listade i Catalogue of Life.